# 밀릭
밀릭(millic, 본명: 천승현, 1993년 4월 24일 ~ )은 대한민국의 프로듀서이다. 소속 크루는 Club Eskimo, FANXY CHILD이다.

## 바이오그래피
중학생 시절부터 음악을 시작했으며 미국 로스앤젤레스에서 음향 전문 대학인 SAE 인스티튜트 로스앤젤레스(SAE Institute Los Angeles)를 졸업했다.

## 출연 작품
- 《Show Me The Money 8》 (2019년) - 프로듀서 (BGM-v 크루)